# Wing Commander: Privateer
Wing Commander: Privateer (engl. für „Freibeuter“) aus dem Jahr 1993 ist eine Weltraumhandelssimulation von Origin Systems für MS-DOS und Windows. Es bildet zusammen mit Privateer 2: The Darkening eine Ablegerreihe der Wing-Commander-Reihe. Privateer übernimmt von Wing Commander die filmartige Präsentation einer optionalen Hauptgeschichte, orientiert sich im Gegensatz dazu beim Spielprinzip jedoch stärker an David Brabens und Ian Bells Elite. Führender Kopf der Reihe war Chris Roberts’ Bruder Erin, obwohl das ursprüngliche Konzept des ersten Teiles von beiden gemeinsam ausgearbeitet wurde.

## Handlung
Die Handlung spielt im Jahr 2669 im Gemini-Sektor, einer Grenzregion zwischen der „Terranischen Konföderation“, dem Kilrathi-Imperium und weiteren, noch unerforschten Regionen der Galaxis. Der Krieg gegen die Kilrathi hat sich mittlerweile stark in die inneren Regionen der Konföderation verlagert, was die Grenzsektoren zu einem gefährlichen Terrain für alle Weltraumpiloten macht. Der Spieler schlüpft in die Rolle eines Zivilpiloten mit dem kanonischen Namen Grayson Burrows (Name und Callsign können indes vom Spieler selbst vergeben werden; da Burrows in der CD-ROM Sprachversion häufig mit „Privateer“ angesprochen wird, könnte dies sein Callsign sein). Burrows verdient seinen Lebensunterhalt üblicherweise als Weltraumhändler und Kopfgeldjäger und obwohl Wing Commander: Privateer eine begleitende, linear aufgebaute Hintergrundhandlung besitzt, lässt das Programm dem Spieler weitgehend freie Hand bei der Ausgestaltung des Spielverlaufs. So kann er die Hauptmission jederzeit unterbrechen, und sich anderen Aufgaben zuwenden.
Das Intro des Spiels zeigt, wie Burrows bei der Abwehr eines Piratenangriffs in einem Asteroiden-Feld unwissentlich ein fremdes, verborgenes Raumschiff durch eine fehlgeleitete Rakete attackiert. Das Raumschiff bleibt unversehrt, nimmt nach dem Angriff jedoch Fahrt auf und attackiert in Folge alle Raumschiffe, die ihm auf seinem Flug durch den Sektor begegnen. Die Haupthandlung nimmt ihren Lauf, wenn Burrows auf dem Planeten New Detroit von einem Mann namens Sandoval angeheuert wird, der ihm als Anzahlung ein seltsames Artefakt überreicht. Bei seiner Rückkehr findet Burrows den Mann jedoch tot vor. Auf der Suche nach weiteren Informationen über das Artefakt stößt Burrows auf den Xenoarchäologen Dr. Monkhouse. Dieser offenbart ihm, dass das Artefakt von einer alten, technologisch weit überlegenen Alienrasse namens Steltek stammt. Bei dem Artefakt handelt es sich um die eine Hälfte einer alten Karte, die andere befindet sich im Besitz von Dr. Monkhouse.
Nach Entschlüsselung der alten Karten folgt Burrows den Spuren der Aliens und findet in einem alten Raumschiff eine mächtige Waffe, die Burrows für sich in Besitz nimmt und auf seinem Raumschiff installiert. Beim Verlassen des Planeten wird er jedoch von dem fremden Raumschiff, das sich als Steltek-Drohne entpuppt, verfolgt. Da die Ordnungskräfte der Konföderation der überlegenen Alientechnologie nichts entgegenzusetzen haben, wird Burrows gebeten, die Drohne zu vernichten. Burrows stößt dabei auf einen Scout der fremden Alienrasse, der im Gegenzug für die Positionsdaten des alten Wracks Burrows Steltek-Waffe aktiviert. Mit dieser neuen Waffe gelingt es Burrows schließlich, die Drohne zu vernichten.

## Spielprinzip
Wing Commander: Privateer ist schwerpunktmäßig eine Weltraumhandels-Simulation im Stil von Elite, besitzt daneben jedoch eine Haupthandlung, die etwa 30 Missionen umfasst. Der so entwickelte Haupthandlungsstrang ähnelt dem in Wing Commander I und II und wurde ebenfalls mittels gerenderter Zwischensequenzen erzählt. Der Unterschied zur Hauptreihe besteht jedoch darin, dass sich der Spieler bei Privateer jederzeit wieder beliebig dem Handeln und Annehmen von Söldneraufträgen widmen kann, um danach wieder in die Haupthandlung einzusteigen.
Das Spielgeschehen findet im Sektor Gemini statt, der mehrere Dutzend Planeten enthält. Neben dem Warentransport von einem Planeten zum anderen, kann der Spieler auch Söldner-Aufträge annehmen, die in verschiedenen Schwierigkeitsgraden und Missionstypen vorliegen. So sind bei Patrouillen-Flügen bestimmte Punkte im Raum abzufliegen, um für „Recht und Ordnung“ zu sorgen. Bei Erkundungs-Einsätzen muss ein spezielles, weiter entferntes System angeflogen werden und bei Kopfgeld-Aufträgen soll eine bestimmte Person verfolgt und „ausgeschaltet“ werden. Trifft der Spieler auf dem Planeten New Detroit ein, sieht er dort einen Mann in der Bar, der ihm einen Auftrag gibt, was zu weiteren Folgeaufträgen führt und so die zentrale Handlung des Spiels vorantreibt.
Die NPCs unterteilen sich in verschiedene Kategorien wie Militär, Miliz, Händler, Söldner, Kilrathi (Katzenaliens), Retros (Sektenmitglieder), Piraten und andere. Hat man sich früher schon mit einem Mitglied der entsprechenden Gruppe auseinandergesetzt und wurde dadurch zum Feind der Gruppe, wird der Spieler auch bei einem zufälligen Aufeinandertreffen mit anderen Mitgliedern dieser Fraktion angegriffen. Die Künstliche Intelligenz bei Angriff und Flucht der kämpfenden Gegner war sehr beeindruckend.
Durch den Gewinn aus dem Söldner- oder Händlerdasein können mit der Zeit immer bessere Schiffe und Ausrüstung erworben werden und der Spieler kann relativ ungefährdet weitere Systeme und Sektoren erreichen.

## Entwicklung
Obwohl Chris Roberts das ursprüngliche Konzept des Spiels gemeinsam mit seinem Bruder Erin ausarbeitete, fokussierte er sich hauptsächlich auf die Entwicklung von Strike Commander, während die Leitung der Entwicklung von Privateer Erin oblag. Privateer sollte gezielt das Prinzip der offenen Welt von Elite mit den Kämpfen und der Spielwelt von Wing Commander verbinden.

„Elite, [which was] built quite a while earlier, was one of the very first [games] that did that, and the idea was to take the Wing Commander sort of action and the universe and then allow people to do what they want to do, whether they’re a space trader or a pirate or a bounty hunter or whatever it would be.“

„Elite, das ein ganzes Weilchen vorher entwickelt wurde, war eines der ersten Spiele, das sowas gemacht hat, und die Idee war, die Action und das Universum von Wing Commander zu nehmen und den Leuten all das zu erlauben, worauf sie Lust hatten, egal ob sie lieber Weltraumhändler, Kopfgeldjäger oder was auch immer sein wollten.“

Bei Erstveröffentlichung erschien das Spiel ausschließlich auf Diskette. Das sogenannte Speech Pack mit Sprachausgabe musste separat erworben werden. Eine 1994 veröffentlichte CD-ROM-Fassung beinhaltete schließlich neben dem Grundspiel auch das Speech Pack und die Erweiterung Righteous Fire.

## Rezeption
Das Spiel war seinerzeit sehr erfolgreich und bestach nicht nur durch seine brillanten Grafiken, sondern vor allem durch den Handlungsspielraum des Spielers. Es wurde für PC (Diskette, CD-ROM, ca. 11 MB) veröffentlicht. Später erschien ein Speechpack (Spracherweiterung) sowie die Erweiterung Righteous Fire.
Wertungsspiegel
- PC Games 11/93: 92 %[6]
- PC Player 11/93: 90 %[7]
- PC Player 8/94: 90 % (CD-ROM-Fassung)[8]
- Power Play 11/93: 81 %[6]
- Power Play 9/94: 82 % (CD-ROM-Fassung)[6]
- PC Format 11/93: 79 %[9]

## Righteous Fire (Add-on)

Logo der Erweiterung

Wing Commander: Privateer Righteous Fire ist die offizielle Erweiterung zu Wing Commander: Privateer aus dem Jahr 1993.
Righteous Fire fügt dem Grundspiel einen neuen Handlungsstrang hinzu. Dieser beginnt damit, dass die Steltek-Kanone, die der Spieler gegen Ende des Hauptspiels erst mühsam in seinen Besitz gebracht hatte, vom Schiff des Spielers gestohlen wurde. Für den Protagonisten beginnt ein Abenteuer, bei dem er sich mit dem Oberhaupt der Church of Man anlegt, einer religiösen Gruppierung, die die moderne Technologie verteufelt und auch als „Retros“ bezeichnet wird. Neben einer verhältnismäßig kurzen Storyline fügt die Erweiterung dem Spiel vergleichsweise wenig neue Inhalte hinzu. So kann der Spieler zwar noch einige neue Upgrades für sein Schiff kaufen; das Spieluniversum wurde jedoch bis auf einen neuen Planeten und eine neue Fraktion kaum erweitert. In der Fachpresse wurde dies mitunter deutlich kritisiert.
Wertungsspiegel
- PC Games 5/94: 80 %[12]
- PC Player 4/94: 90 %[11]
- PC Zone 05/94: 80 %[10]

## Remake
Unter dem Titel Privateer – Gemini Gold existiert ein komplettes freies Remake des Spiels, welches unter Windows, MacOS und Linux läuft. Das Remake basiert auf der Engine von Vega Strike.